# Verkiezingen in België 2009
Op zondag 7 juni 2009 werden in België zowel Europese als gewestelijke en gemeenschapsverkiezingen gehouden. De gewestelijke en gemeenschapsverkiezingen werden georganiseerd voor het Vlaams Gewest, het Waals Gewest, het Brussels Hoofdstedelijk Gewest en de Duitstalige Gemeenschap, en stonden enkel open voor Belgen. De Europese verkiezingen stonden ook open voor andere burgers van de Europese Unie, die zelf ook op de kieslijsten konden staan. Er werden 77 lijsten ingediend voor de Vlaamse verkiezingen, 165 voor de Waalse en Franstalige verkiezingen, 33 voor de Brusselse verkiezingen - waarvan 21 Franstalige en 12 Nederlandstalige - en 6 voor de Duitstalige verkiezingen.
De Europese en regionale verkiezingen van 2009 waren de laatste verkiezingen die niet samenvielen met de federale verkiezingen; vanaf 2014 vallen deze altijd op dezelfde dag.

## Politieke context
Deze verkiezingen kwamen twee jaar na de federale verkiezingen van 2007, en een periode van moeilijke regeringsvorming, impasses in het communautair overleg en ook de financiële en economische crisis die vooral sinds september 2008 de Belgische politiek beheerste.
De verkiezingen vielen vijf maanden na de val van de federale regering Leterme I en de start van Van Rompuy I, eind december 2008. In die periode gingen bij sommige oppositiepartijen ook stemmen om op 7 juni vervroegde federale verkiezingen te organiseren, zodat meteen ook de gewestelijke en federale verkiezingen zouden samenvallen. De drie federale ministers die bij het ontslag van de regering opstapten, zouden opnieuw opkomen bij deze verkiezingen: Inge Vervotte als lijstduwer voor de Vlaamse verkiezingen, Jo Vandeurzen als lijsttrekker voor de Vlaamse verkiezingen en Yves Leterme als lijstduwer bij de opvolgers voor de Europese verkiezingen en als lijstduwer voor de Vlaamse Verkiezingen. Ook oud-premier Guy Verhofstadt keerde na een jaar afwezigheid terug in de Belgische politiek, en zou als lijsttrekker opkomen op de Europese lijst van Open Vld. Een andere oud-premier, Jean-Luc Dehaene, zou opkomen op de Europese CD&V-lijst.
Volgens verschillende verenigingen zouden de verkiezingen ongrondwettelijk zijn als voor de verkiezingen de kieskring Brussel-Halle-Vilvoorde niet zou zijn gesplitst. Vooral voor de Europese verkiezingen werd dit een probleem gevonden, aangezien in Halle-Vilvoorde de burger zowel voor het Nederlands als het Frans kiescollege kan kiezen. De gemeente Overijse had zelfs de intentie de Europese verkiezingen niet te organiseren.

## Media
De VRT lanceerde op zijn nieuwswebsite, deredactie.be, een stemtest, waarbij 36 stellingen moesten worden beantwoord met akkoord, niet akkoord of geen mening. Daarna moesten drie thema's worden aangeduid, waarna de persoon zijn persoonlijk profiel kreeg met een vergelijking tussen de verschillende partijen.
Vanaf maandag 18 mei vonden de uitzendingen van Terzake 09 plaats, gepresenteerd door Kathleen Cools en Lieven Verstraete. Terzake 09, dat volgde op de gewone Terzake, werd uitgezonden vanaf de daktuin van het Vlaams Parlement en behandelde in iedere uitzending een ander thema, waarbij drie kritieke stellingen werden voorgelegd aan verschillende politici. Politicoloog Carl Devos vatte op het einde van de uitzending de meningen samen.
Op zondag 31 mei, een week voor de verkiezingen, pakte VRT Nieuws uit met Het Groot Debat op Eén. Acht politieke partijen, vertegenwoordigd door hun kopstuk, namen het in het Vlaams Parlement tegen elkaar op. In zes duels, gemodereerd door Goedele Devroy en Ivan De Vadder, gingen telkens twee politici met elkaar in debat over uiteenlopende thema's.
Van 1 tot 6 juni brachten Siegfried Bracke en Rik Torfs een politieke talkshow, De Stemming 09.